# Rolls-Royce Kestrel
Rolls-Royce Kestrel byl vidlicový dvanáctiválec (s válci svírajícími úhel 60°), vodou chlazený pístový letecký motor o zdvihovém objemu 21,23 litru, vyráběný během 30. let 20. století britskou firmou Rolls-Royce Ltd.. Celkem bylo postaveno 4750 motorů Kestrel všech verzí.

## Vznik a vývoj motoru
Motor vzniká v roce 1927, kdy firma pracovala na typové řadě motorů „F“ (F.X, F.XI, F.XII a F.XIV — „nešťastné“ číslo XIII bylo vynecháno), který měl být nástupcem motorů Rolls-Royce Falcon (ty vznikly ve verzích Falcon I až III). Jako první britský vodou chlazený letecký motor měl řady válců odlité společně v jednom bloku (tzv. monoblok), na místo do té doby obvyklých samostatných válců, jednotlivě opatřených navařenými chladicími plášti vyrobenými z plechu. Inspirací pro toto řešení byl motor Curtiss D-12, dovezený do Británie firmou Fairey (poháněl její letoun Fairey Felix), ovšem provedení u „Royce“ bylo dále zdokonaleno. U nového motoru tak bylo možné oproti starší konstrukcím se samostatnými válci zmenšit rozteče mezi nimi, takže nový motor s bloky válců odlitými z hliníkové slitiny byl lehčí (v bloku byly vložené tenkostěnné ocelové válce, které byly v přímém styku s chladicí kapalinou, proudící blokem).
Do výroby se zprvu dostal ve třech řadách, Kestrel I (původně F.XI), Kestrel II (F.XII) a Kestrel III (F.XIV). Hlavním rozlišovacím prvkem těchto řad byl převod reduktoru, 1,582 u Kestrelu I, 1,81 u Kestrelu II a 2,105 u Kestrelu III. Z řady variant lze zmínit alespoň přeplňované řady MS a S (ty se navzájem lišily převodem kompresoru a kompresním poměrem, řady MS měly převod kompresoru 1÷5,5 a kompresní poměr 5,50 zatímco S měly převod 1÷10 a kompresní poměr 6,00). Vývoj ovšem pokračoval dále k verzím Kestrel IV až XII a XIV až XVI (jak vidíme číslo 13 opět použito nebylo) a Kestrel XXX, které se vyznačovaly dále zvýšenými výkony a řadou drobných i větších úprav konstrukce.

## Použití
Tento motor poháněl mj. tyto letouny — Avro 604 Antelope, Blackburn Sydney, Fairey Firefly II a Fairey Firefly III, Fairey Fleetwing, Fairey Fox, Fairey Hendon, Gloster Gnatsnapper II, Handley Page Heyford, Hawker Audax, Hawker Demon, Hawker Fury I a Fury II (Kestrel IIS, resp. Kestrel VI), Hawker Hardy, Hawker Hart, Hawker Hartbeest, Hawker Hind, Hawker Nimrod, Hawker Osprey, Miles Master, Short Singapore II a Singapore III, Supermarine Scapa, Supermarine Southampton IV či Westland Wizard II, nebo nizozemské Fokker C.X a D.XVII. Také ale můžeme jmenovat, mimo jiné, i prototypy německých letounů Junkers Ju 87, Messerschmitt Bf 109 a Heinkel He 112 a československý prototyp stíhačky Praga E-45.

## Technická data motorů Rolls-Royce Kestrel

### Základní data společná pro všechny řady
- Typ: pístový letecký motor, čtyřdobý zážehový kapalinou chlazený vidlicový dvanáctiválec (bloky válců svírají úhel 60 stupňů), vybavený reduktorem
- Vrtání válce: 5,00 palce (127 mm)
- Zdvih pístu: 5,50 palce (139,7 mm)
- Zdvihový objem motoru: 21,236 litru
- Celková plocha pístů: 1520 cm²
- Rozvod OHC, čtyřventilový (dva sací a dva výfukové ventily, výfukové jsou chlazeny sodíkem)
- Zapalování zdvojené, magnety
- Mazání motoru tlakové, se suchou klikovou skříní

### Kestrel IIMS
- Kompresní poměr: 5,50
- Převod reduktoru: 1,81
- Kompresor: odstředivý jednostupňový jednorychlostní, poháněný převodem od klikového hřídele
- Převod kompresoru 1÷5,50
- Palivo: letecký benzín s oktanovým číslem 77 (britská norma DTD 224)
- Délka: 1773 mm
- Šířka: 620 mm
- Výška: 953 mm
- Hmotnost suchého motoru (bez provozních náplní): 430,9 kg
- Výkony:
  - vzletový 525 hp (391,5 kW) při 2250 ot/min
  - maximální 620 hp (462,3 kW) v 914 m, při 2700 ot/min

### Kestrel IIS
- Kompresní poměr: 6,00
- Převod reduktoru: 1,81
- Kompresor: odstředivý jednostupňový jednorychlostní, poháněný převodem od klikového hřídele
- Převod kompresoru 1÷10,00
- Palivo: letecký benzín s oktanovým číslem 77 (britská norma DTD 224)
- Hmotnost suchého motoru: 430,9 kg
- Výkony:
  - vzletový 480 hp (357,9 kW) při 2250 ot/min
  - maximální 550 hp (410,1 kW) v 3962 m, při 2700 ot/min

### Kestrel VI
- Kompresní poměr: 6,00
- Převod reduktoru: 2,095
- Kompresor: odstředivý jednostupňový jednorychlostní, poháněný převodem od klikového hřídele
- Převod kompresoru 1÷10,00
- Palivo: letecký benzín s oktanovým číslem 87 (britská norma DTD 230)
- Hmotnost suchého motoru: 442,25 kg
- Výkony:
  - vzletový 745 hp (555,5 kW) při 2500 ot/min
  - maximální 640 hp (477,2 kW) v 4267 m, při 2900 ot/min

### Kestrel XVI
- Kompresní poměr: 6,00
- Převod reduktoru: 2,095
- Kompresor: odstředivý jednostupňový jednorychlostní, poháněný převodem od klikového hřídele
- Převod kompresoru 1÷9,40
- Palivo: letecký benzín s oktanovým číslem 87 (britská norma DTD 230)
- Hmotnost suchého motoru: 442,25 kg
- Výkony:
  - vzletový 670 hp (499,6 kW) při 2225 ot/min
  - maximální 745 hp (555,5 kW) v 4420 m, při 3000 ot/min

### Kestrel XXX
- Kompresní poměr: 6,20
- Převod reduktoru: 1,81
- Kompresor: odstředivý jednostupňový jednorychlostní, poháněný převodem od klikového hřídele
- Palivo: letecký benzín s oktanovým číslem 87 (britská norma DTD 230)
- Hmotnost suchého motoru: 449 kg
- Výkony:
  - vzletový 720 hp (536,9 kW) při 2750 ot/min
  - maximální 585 hp (436,2 kW) v 3658 m, při 2750 ot/min